# Cylindrocarpon stilbophilum
Cylindrocarpon stilbophilum är en svampart som först beskrevs av August Karl Joseph Corda, och fick sitt nu gällande namn av Rudakov 1981. Cylindrocarpon stilbophilum ingår i släktet Cylindrocarpon och familjen Nectriaceae.   Inga underarter finns listade i Catalogue of Life.